# Belgische keuken
Terwijl in de Belgische keuken een thuisbereiding eerder degelijk en landelijk is, is de fijnere kookkunst van het restaurant sterk door de Franse keuken beïnvloed, waarmee ze door sommigen kwalitatief wordt gelijkgesteld. België had in 2011 per inwoner dan ook evenveel Michelinsterren als Frankrijk.

## Kenmerken
In de Belgische keuken wordt bij voorkeur gebruikgemaakt van regionale en seizoensgebonden ingrediënten, zodat er in dit relatief kleine land toch aanzienlijke regionale verschillen in de nationale keuken bestaan. Zo worden de spijskaarten en thuisbereidingen aan de kust door mosselen en vis overheerst, terwijl in de Ardennen vooral wild wordt gebruikt. Bovendien hebben verschillende streken regionale gerechten ontwikkeld.

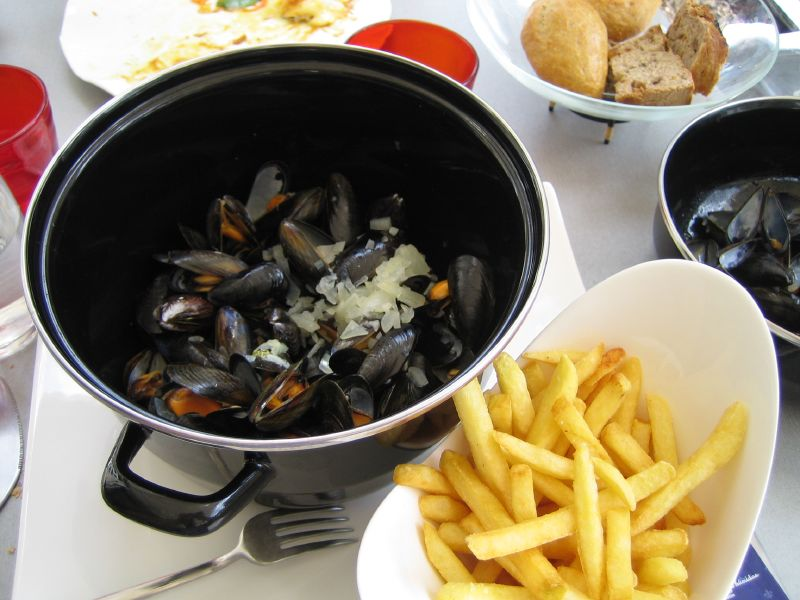
Moules-frites

Charles de l’Écluse (1526-1609), ook bekend als Carolus Clusius, speelde een belangrijke rol in de verspreiding van de aardappel in België (en de rest van Europa), die sinds zijn invoering van groot belang is geworden voor de landelijke keuken. Daarnaast zijn andere populaire levensmiddelen paling, Noordzeegarnalen, mosselen, wild, worstwaren, ham, witloof en peren. Moules-frites (mosselen met friet) geldt als het nationale gerecht van België. De Belgische kunstenaar Marcel Broodthaers verhief dit nationaal gerecht in 1966 tot kunst met zijn werk Grande Casserole de Moules. Ook de gevogelte- of visstoofpot waterzooi, paling in 't groen (anguilles au vert) en stoofvlees of stoofkarbonade (carbonade Flamande) zijn in trek. In Vlaanderen kent men verscheidene bekende aspergegerechten, onder andere asperges op zijn Vlaams, gekookte asperges met aardappels, ham, hardgekookte eieren en botersaus. Ook soepen spelen traditioneel een belangrijke rol in de Belgische keuken. Een bijzonderheid is de zoete soep truleye, die koud wordt gegeten met verbrokkelde peperkoeken erin. Er is ook een warme variant met bier, suiker, boter en muskaatnoot.

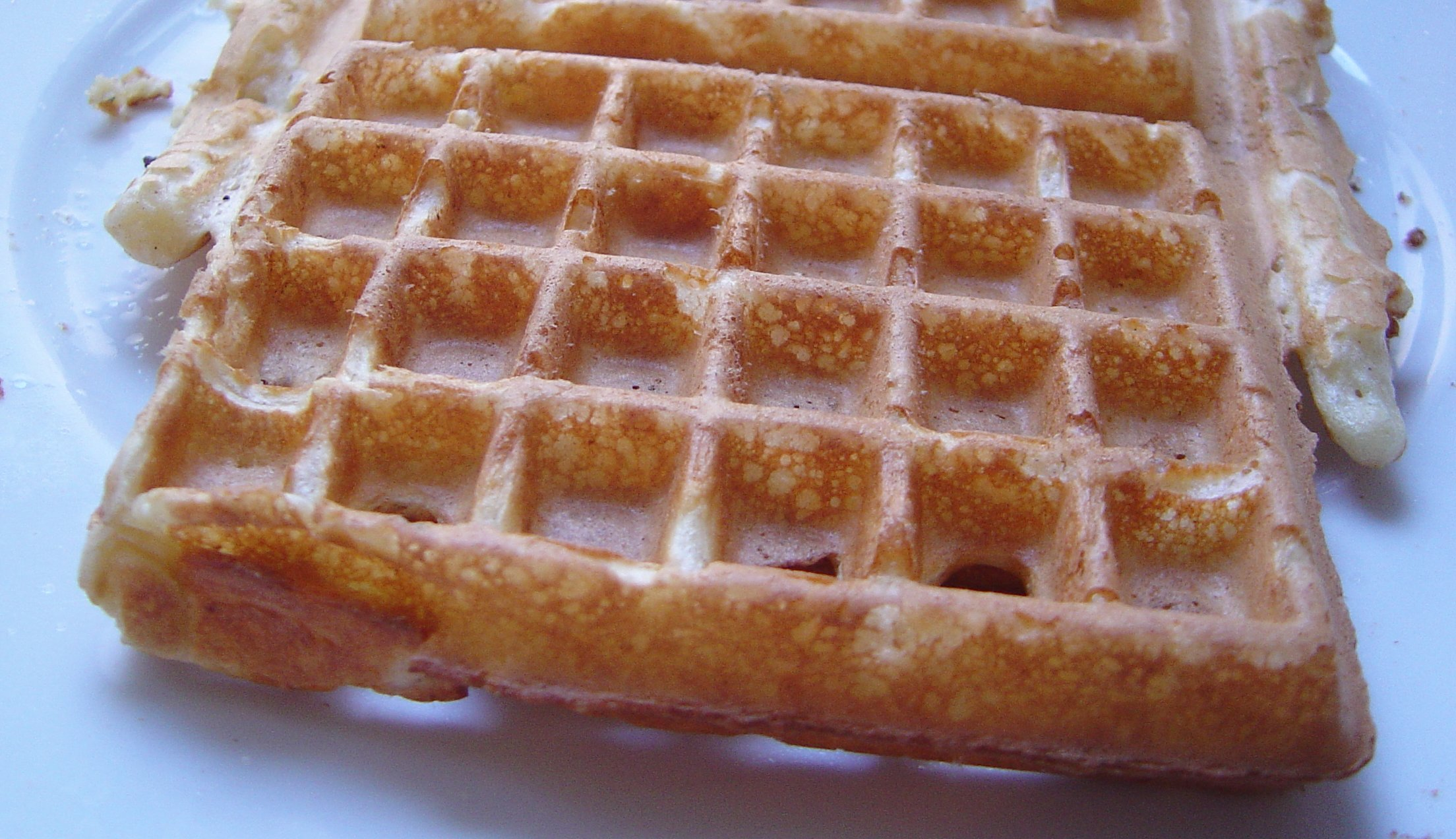
Een Brusselse wafel

Er is een uitdrukking die zegt dat het eten in België wordt geserveerd in de hoeveelheden zoals ze in Duitsland gebruikelijk zijn en met de kwaliteit zoals men die uit Frankrijk kent. Dit wordt vaak de Bourgondische levensstijl genoemd.
België staat bekend om de Belgische chocolade (vooral de pralines), de Brusselse en Luikse wafel, de Belgische frieten, de Belgische kazen, alsook het Belgisch bier (waarvan meer dan 1000 verschillende soorten zijn).

## Belgische producten

### Frieten

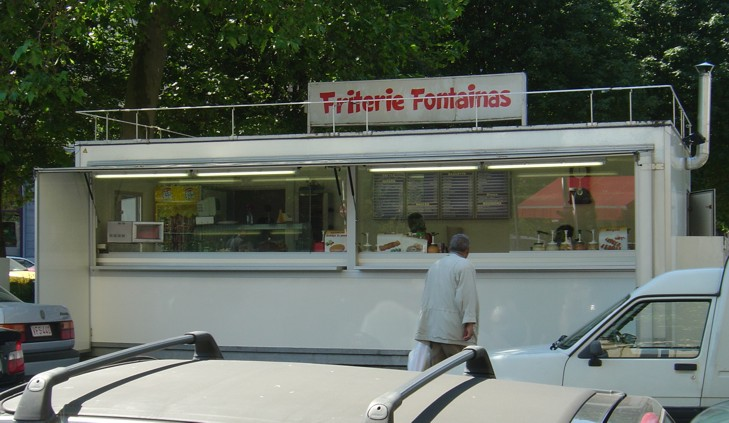
Een typisch frietkot in Brussel

Frieten zijn zeer populair in België. Frieten worden vooral in een frituur (Frans: friterie, baraque à frites; Vlaams: frietkot) gegeten. Een frituur kan enerzijds een doorgaans provisorische constructie zijn die zich op een strategisch gunstige plaats - zoals op het dorpsplein - bevindt, maar kan anderzijds ook een speciaal soort van restaurant zijn waarin men overwegend gefrituurde gerechten kan eten. Hoewel frieten ook thuis worden klaargemaakt, haalt men vaak zijn frieten bij het "frietkot om de hoek".

### Belgische bieren

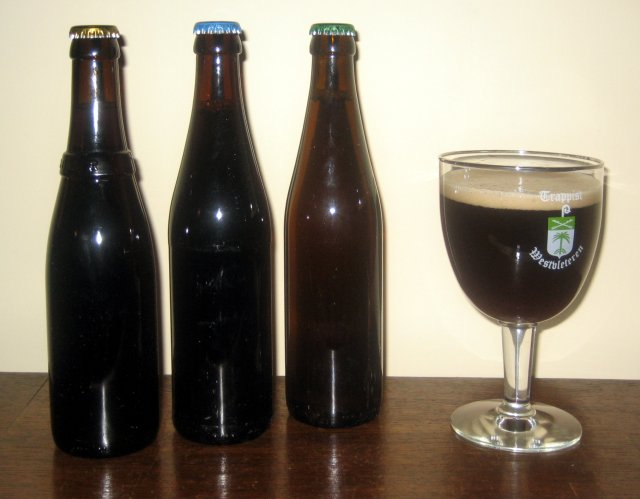
De drie Westvleteren-bieren met het bijbehorende glas

Een andere specialiteit is het Belgische bier, vooral abdijbier (van o.a. de abdij van Orval, abdij van Leffe, abdij van Hoegaarden, St-Feuillien, Sint-Sixtusabdij van Westvleteren of abdij Notre-Dame de Saint-Rémy) en speciaalbier zoals krieklambiek, Gueuze, Ketje (Brussels speciaalbier), Framboise (frambozenlambiek), Faro, Lambiek of Aerts. België telt meer dan duizend biersoorten en een breed gamma aan stijlen. Haast elk bier heeft zijn eigen glas, dat gevarieerde vormen kan hebben.

### Belgische kazen

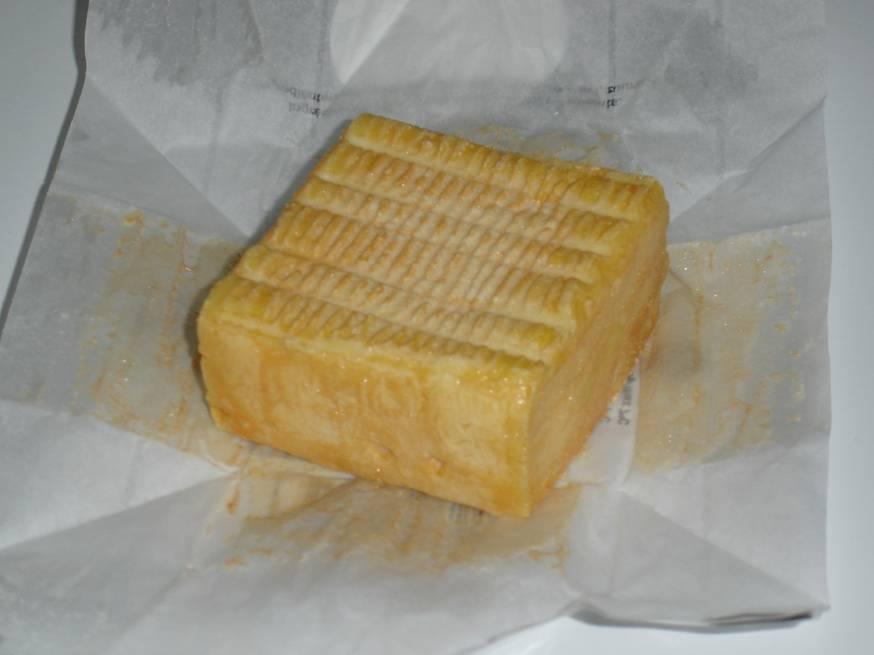
Hervekaas (fromage de Herve)

De Belgische landbouwers produceren een relatief groot aantal delicate kazen, die in het bijzonder na de maaltijd worden gegeten zoals dessertkazen, Passendale, Beauvoorde, Lo, Wijnendale, Hervekaas (fromage de Herve), Floreffe, Maredsous, Damme, Orvalkaas, Limburger, geitenkaas, mandjeskaas en platte kaas.

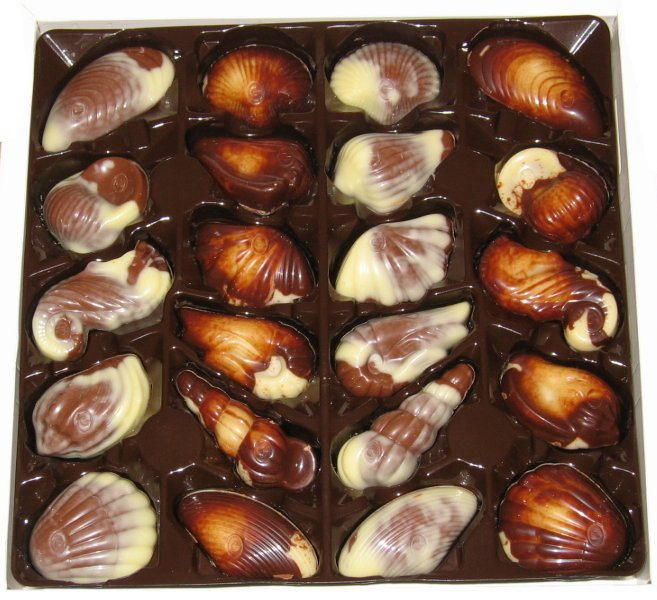
Belgische “zeevruchten”-pralines

### Belgische chocolade
Belgische chocolade geniet wereldwijd een goede reputatie. Deze dankt ze in grote mate aan een traditie, die een strenge wetgeving voor de productie wist af te dwingen. Zo blijven - zelfs sinds een Europese richtlijn het gebruik van 5% plantaardige vetten die niet van cacaoboter afkomstig zijn toelaat - de meeste ambachtelijke chocoladefabrikanten de eis van 100% cacaoboter trouw. De kwaliteit van deze chocolade wordt gegarandeerd door het door de Belgische staat opgerichte kwaliteitslabel Ambao.
Tot de bekendste Belgische specialiteiten behoren de pralines. Zij werden naar verluidt in 1912 door Jean Neuhaus junior uitgevonden. Drie jaar later zou hij de ballotin of het pralinedoosje uitvinden waardoor de pralines na aankoop hun temperatuur zouden blijven behouden. Pralines bestaan er in oneindig veel verschillende varianten, die gebaseerd zijn op een van de vier hoofdtypes.
Bekende Belgische meester-chocolatiers zijn Dominique Persoone, Yves Mattagne, Peter Goossens, Lionel Rigolet, Tim Boury en Thierry Theys.